# Haraze
Haraze est une petite ville du Tchad.
Elle est le chef-lieu du département de Haraze-Mangueigne dans la région du Salamat.